# 1 Grupa Artylerii
1 Grupa Artylerii (1 GA) – oddziały i pododdziały artylerii organicznej wielkich jednostek piechoty i kawalerii oraz artylerii Odwodu Naczelnego Wodza stacjonujące na terenie Okręgu Korpusu Nr I i podporządkowane Dowództwu 1 Grupy Artylerii.
1 Grupa Artylerii została utworzona w terminie do 15 stycznia 1929 na podstawie rozkazu L. 1019/Org. Ministra Spraw Wojskowych z dnia 31 grudnia 1928. Proces formowania grupy zakończony został w marcu tego roku. Dowództwo grupy powstało na bazie dotychczasowego 1 Okręgowego Szefostwa Artylerii.
Minister spraw wojskowych rozkazem B. Og. Org. 403 Tjn. Org. II, ogłoszonym 18 maja 1929, przydzielił 1 dywizjon pociągów pancernych pod względem wyszkolenia do 1 Grupy Artylerii.

## Organizacja 1 Grupy Artylerii w 1939
- Dowództwo 1 Grupy Artylerii w Warszawie[2]

Artyleria ONW:
- 1 pułk artylerii najcięższej w Górze Kalwarii
- 1 pułk artylerii ciężkiej w Modlinie
- 2 dywizjon pomiarów artylerii w Rembertowie

Artyleria wielkich jednostek:
- 8 pułk artylerii lekkiej w Płocku
- 18 pułk artylerii lekkiej w Ostrowi Mazowieckiej
- 28 pułk artylerii lekkiej w Zajezierzu k. Dęblina
- 18 dywizjon artylerii ciężkiej w Zambrowie
- 28 dywizjon artylerii ciężkiej w Warszawie
- 1 dywizjon artylerii konnej w Warszawie
- 1 dywizjon pociągów pancernych w Jabłonnie (pododdział broni pancernych podporządkowany dowódcy 3 Grupy Pancernej w Warszawie)
- 32 dywizjon artylerii lekkiej z Centrum Wyszkolenia Piechoty w Rembertowie

## Obsada personalna
Dowódcy grupy
- płk art. Kazimierz Schally (III 1929[3] – 15 XII 1934[4])
- płk art. Michał Gałązka (V 1936 – 1939[2])

I oficer sztabu
- mjr art. Antoni Wereszczyński (1932)
- mjr art. Stanisław Bojanowski (1939[2])